# Прапор Вишгорода
Прапор Ви́шгорода — офіційний символ міста Вишгород, районного центру Київської області. Затверджений рішенням сесії міської ради №1108/144 від 3 березня 1996 року. Автори — Р. Орлов, М. Дмитрієнко.

## Опис
Прапор міста являє собою квадратне полотнище розміром  100х100 см. У центрі полотнища розміщено зображення рівнораменного золотого хреста, розмір якого становить 1/3 висоти прапора. Хрест поділяє полотнище на чотири рівновеликі частини. Верхня ліва частина — червоного, нижня права — чорного, а дві інші — білого кольорів. Лицевий та зворотний боки — однакові.
Древко прапора (довжина - 2,5 м, діаметр - 5 см) пофарбоване у жовтий колір. Верхівка древка прапора увінчана металевою маківницею, кулястим наконечником жовтого кольору, що кріпиться на базу того ж кольору.

## Значення
Золотий хрест історично вирізняє Вишгород, як один з найдавніших центрів релігійного життя Київської Русі та наявність поблизу міста стародавнього монастиря.
Срібний колір в геральдиці символізує цноту, чистоту, бездоганність та непорочність. Червоний колір — традиційний і широко вживаний у часи Київської Русі — виказує мужність та силу, сміливість, любов. Чорний — обережність, мудрість, глибину й таємничість життя, сум. У поєднанні червона та чорна барви символічно передають трагізм невинної загибелі Бориса та Гліба від руки брата та стверджують ідею християнської любові.